# Introduisez la tête A dans le logement B
Introduisez la tête A dans le logement B (titre original : Insert Knob A In Hole B) est une nouvelle de science-fiction d'Isaac Asimov, écrite le 21 août 1957. C'est une nouvelle tout à fait atypique par les circonstances de sa rédaction, qui expliquent aussi sa brièveté.

## Publications

### Publications aux États-Unis
La nouvelle a été initialement publiée dans The Magazine of Fantasy & Science Fiction en décembre 1957.

### Publications en France
La nouvelle a été publiée en français :
- dans Fiction no 78, OPTA, mai 1960, sous le titre Suivez les instructions ;
- dans le recueil Jusqu'à la quatrième génération, Denoël, collection Présence du futur no 301, 1979 (rééditions en 1980, 1983 et 1986) ;
- dans le recueil Quand les ténèbres viendront - L'Intégrale, Denoël, collection Lunes d'encre, 2014.

### Publications dans d'autres pays européens
La nouvelle a été publiée :
- en italien sous le titre Inserire la base A nell'incastro B (1971) ;
- en allemand sous le titre Die Gebrauchsanweisung (1973) ;
- en néerlandais sous le titre Steek Nok A in Gat B (1976) ;
- en espagnol sous le titre Insertar la pieza A en el espacio B (2009).

## Résumé
Deux techniciens de station orbitale en ont plus qu'assez de devoir monter eux-mêmes leur matériel, livré en pièces détachées, à l'aide de notices d'instructions incompréhensibles. À force de se plaindre, ils obtiennent enfin un robot-monteur !
Le robot arrive… sous forme de pièces détachées, avec une notice de montage inintelligible.

## Autour de l'œuvre
Dans sa préface, Asimov raconte les circonstances exceptionnelles dans lesquelles il a écrit cette nouvelle.
Invité à un débat sur une chaîne de télévision éducative, il y discutait avec d'autres invités à propos - entre autres - des notices de montage. On le mit alors au défi d'écrire une nouvelle sur ce sujet en direct à l'antenne ! Asimov accepta et écrivit cette courte histoire de 350 mots en vingt minutes, pendant que la conversation se poursuivait sans lui. Puis il la lut lui-même au micro, ce qui en fait la seule œuvre écrite de science-fiction créée et adaptée à l'écran le même jour. (Elle parut sur papier en décembre 1957.)
Asimov avoue candidement qu'il avait, en entrant sur le plateau, eu l'idée subite qu'on pourrait lui demander ce genre de chose... de sorte qu'il avait déjà le texte en tête lorsque cela se produisit.
Les astronautes ne sont pas Powell et Donovan, mais ils pourraient.